# جوع (تصوف)
الْجُوعُ عند الصوفية هو أحد أركان التصوف لدى المريد والسالك في وسطية تقيه من تفريط سوء التغذية ومن إفراط السمنة.

## الجوع في القرآن
ذكر القرآن كلمة الجوع ضمن العديد من الآيات في قول الله :
- سورة البقرة: ﴿وَلَنَبْلُوَنَّكُمْ بِشَيْءٍ مِنَ الْخَوْفِ وَالْجُوعِ وَنَقْصٍ مِنَ الْأَمْوَالِ وَالْأَنْفُسِ وَالثَّمَرَاتِ وَبَشِّرِ الصَّابِرِينَ ۝١٥٥﴾ [البقرة:155].(1)
- سورة النحل: ﴿وَضَرَبَ اللَّهُ مَثَلًا قَرْيَةً كَانَتْ آمِنَةً مُطْمَئِنَّةً يَأْتِيهَا رِزْقُهَا رَغَدًا مِنْ كُلِّ مَكَانٍ فَكَفَرَتْ بِأَنْعُمِ اللَّهِ فَأَذَاقَهَا اللَّهُ لِبَاسَ الْجُوعِ وَالْخَوْفِ بِمَا كَانُوا يَصْنَعُونَ ۝١١٢﴾ [النحل:112].(2)
- سورة طه: ﴿إِنَّ لَكَ أَلَّا تَجُوعَ فِيهَا وَلَا تَعْرَى ۝١١٨﴾ [طه:118].(3)
- سورة الغاشية: ﴿لَا يُسْمِنُ وَلَا يُغْنِي مِنْ جُوعٍ ۝٧﴾ [الغاشية:7].(4)
- سورة قريش: ﴿الَّذِي أَطْعَمَهُمْ مِنْ جُوعٍ وَآمَنَهُمْ مِنْ خَوْفٍ ۝٤﴾ [قريش:4].(5)

## تعريف الجوع لغة
يُعَدُّ الجوع، ومعه العطش تِبَاعًا، عند الصوفية خطوة عملية في تطبيق الطريقة الصوفية، وقد اهتم بها شيوخ الصوفية عامة والأوائل منهم خاصة اهتماما كبيرا، لأنهما نتيجة طبيعية لموقفهم الزاهد من الحياة الدنيا، ودعوتهم إلى الخلوة الصوفية.
والجوع مع العطش ضروريان في الطريق الصوفي قصد ترويض الأمعاء والأعصاب وكل كيان المريد والسالك لبلوغ غاية العبادة الصوفية التي يتحدث عنها معظم الصوفية بالإشارة لا بالعبارة.

## ذم الشبع والسمنة
وردت عن أمير المؤمنين عمر بن الخطاب  مقولة في ذم الشبع والسمنة وكثرة الأكل، ونصها:
| جوع (تصوف)      | عَنْ مُجَاهِدٍ بْنِ جَبْرٍ ، قَالَ: قَالَ عُمَرُ بْنُ الْخَطَّابِ : · أَيُّهَا النَّاسُ، إِيَّاكُمْ وَالْبِطْنَةَ مِنَ الطَّعَامِ، فَإِنَّهَا مَكْسَلَةٌ عَنِ الصَّلَاةِ، مُفْسِدَةٌ لِلِجَسَدِ، مُوَرِّثَةٌ لِلسَّقَمِ، وَأَنَّ اللَّهَ يُبْغِضُ الْحَبْرَ السَّمِينَ، وَلَكِنَ عَلَيْكُمْ بِالْقَصْدِ فِي قُوتِكُمْ، فَإِنَّهُ أَدْنَى مِنَ الْإِصْلَاحِ، وَأَبْعَدُ مِنَ السَّرَفِ، وَأَقْوَى عَلَى عِبَادَةِ اللَّهِ ، وَإِنَّهُ لَنْ يَهْلِكَ عَبْدٌ حَتَّى يُؤْثِرَ شَهْوَتَهُ عَلَى دِينِهِ. | جوع (تصوف) |
| — عمر بن الخطاب | |            |

## فوائد الجوع
أورد الإمام أبو حامد الغزالي  عشر فوائد للجوع في كتاب إحياء علوم الدين:
1. صفاء القلب وإيقاد القريحة وإنفاذ البصيرة؛ فإن الشبع يورث البلادة، ويعمي القلب.[7]
2. رقة القلب وصفاؤه، الذي به يتهيأ لإدراك لذة المثابرة والتأثر بالذكر.[8]
3. الانكسار والذل وزوال البطر والفرح، والأشر الذي هو مبدأ الطغيان والغفلة عن الله .[9]
4. تذكّر بلاء الله  وعذابه وأهل البلاء؛ فإنّ الشبعان ينسى الجائع، وينسى الجوع.[10]
5. كسر شهوات المعاصي، والاستيلاء على النفس الأمَّارة بالسوء؛ فإن منشأ المعاصي كله الشهوات والقوى، ومادة القوى والشهوات لا محالة الأطعمة، فتقليلها يضعف كل شهوة وقوة.[11]
6. دفع النوم ودوام السهر؛ فإن من شبع شرب كثيرًا، ومن كثر شربه كثر نومه، وفي كثرة النوم ضياع العمر، وفوت التهجُّد، وبلادة الطبع، وقساوة القلب.[12]
7. تيسير المواظبة على العبادة؛ فإنّ الأكل يمنع من كثرة العبادات؛ لأنه يحتاج إلى زمان يشتغل فيه بالأكل.[13]
8. صحة البدن ودفع الأمراض؛ فإن سببها كثرة الأكل، وحصول فضلة الأخلاط في المعدة والعروق، وفي الجوع ما يمنع ذلك.[14]
9. خفة المؤونة؛ فإن مَنْ تعوَّد قلة الأكل، كفاه من المال قدر يسير، والذي تعوَّد الشبع صار بطنه غريمًا ملازمًا له.[15]
10. الإيثار والتصدق بما فضل من الأطعمة على اليتامى والمساكين، فيكون يوم القيامة في ظل صدقته، كل متصدق يرجو وجه ربه .[16]

## مضار الجوع
أورد الإمام شمس الدين القرطبي  في تفسيره الجامع لأحكام القرآن أن من مضار الجوع غير المنضبط بالوسطية والاعتدال تلاعب الشيطان بالمريد الذي يغلو في الجوع حتى تظهر له خيالات ليست من الكرامات والأنوار الإلهية في شيء، وفي هذا يقول:
| جوع (تصوف)                                 | وَسَمِعْتُ شَيْخَنَا الإِمَامَ أَبَا مُحَمَّدِ عَبْدَ الْمُعْطِي بِثَغْرِ الإِسْكَنْدَرِيَّةِ يَقُولُ: · إِنَّ شَيْطَانًا يُقَالُ لَهُ الْبَيْضَاوِيُّ يَتَمَثَّلُ لِلْفُقَرَاءِ الْمُوَاصِلِينَ فِي الصِّيَامِ، فَإِذَا اسْتَحْكَمَ مِنْهُمُ الْجُوعُ، وَأَضَرَّ بِأَدْمِغَتِهِمْ، يَكْشِفُ لَهُمْ عَنْ ضِيَاءٍ وَنُورٍ حَتَّى يَمْلَأَ عَلَيْهِمُ الْبُيُوتَ، فَيَظُنُّونَ أَنَّهُمْ قَدْ وَصَلُوا، وَأَنَّ ذَلِكَ مِنَ اللَّهِ ، وَلَيْسَ كَمَا ظَنُّوا. | جوع (تصوف) |
| — شمس الدين القرطبي ، الجامع لأحكام القرآن | |            |

وكان الإمام ابن الجوزي  قد ذكر في كتابه تلبيس إبليس كيف أن الشيطان الرجيم قد خدع بعض المتصوفة بتزيينه لهم الغلو في الجوع، وذلك في قوله:
| جوع (تصوف)                 | قَدْ بَالَغَ إِبْلِيسُ فِي تَلْبِيسِهِ عَلَى قُدَمَاءِ الصُّوفِيَّةِ، فَأَمَرَهُمْ بِتَقْلِيلِ الْمَطْعَمِ وَخُشُونَتِهِ، وَمَنَعَهُمْ مِنْ شُرْبِ الْمَاءِ الْبَارِدِ. كَانَ فِي الْقَوْمِ مَنْ يَبْقَى الْأَيَّامَ لاَ يَأْكُلُ إِلاَّ أَنْ تَضْعُفَ قُوَّتُهُ. وَاعْلَمْ أَنَّ الصُّوفِيَّةَ إِنَّمَا يَأْمُرُونَ بِالتَّقَلُّلِ شُبَّانَهُمْ وَمُبْتَدِئِيهِمْ، وَمِنْ أَضَرِّ الْأَشْيَاءِ عَلَى الشَّابِّ الْجُوعُ، فَإِنَّ الْمَشَايِخَ يَصْبِرُونَ عَلَيْهِ، وَالْكُهُولَ أَيْضًا، فَأَمَّا الشُّبَّانُ فَلاَ صَبْرَ لَهُمْ عَلَى الْجُوعِ، وَسَبَبُ ذَلِكَ أَنَّ حَرَارَةَ الشَّبَابِ شَدِيدَةٌ، فَلِذَلِكَ يَجُودُ هَضْمُهُ، وَيَكْثُرُ تَحَلُّلُ بَدَنِهِ، فَيَحْتَاجُ إِلَى كَثْرَةِ الطَّعَامِ كَمَا يَحْتَاجُ السِّرَاجُ الْجَدِيدُ إِلَى كَثْرَةِ الزَّيْتِ. فَإِذَا صَابَرَ الشَّابُّ الْجُوعَ وَتَثَبَّتَهُ فِي أَوَّلِ النَّشْوَةِ، قَمَعَ نُشُوءَ نَفْسِهِ، فَكَانَ كَمَنْ يُعَرْقِبُ أُصُولَ الْحِيطَانِ، ثُمَّ تَمْتَدُّ يَدُ الْمَعِدَةِ لِعَدَمِ الْغِذَاءِ إِلَى أَخْذِ الْفُضُولِ الْمُجْتَمِعَةِ فِي الْبَدَنِ فَتُغَذِّيهِ بِالْأَخْلاَطِ، فَيُفْسِدُ الدُّهْنَ وَالْجِسْمَ، وَهَذَا أَصْلٌ عَظِيمٌ يَحْتَاجُ إِلَى تَأَمُّلٍ. | جوع (تصوف) |
| — ابن الجوزي ، تلبيس إبليس | |            |

## وصلات خارجية
- "أصول الطريق: الجوع والصمت والسهر والعزلة": قناة الوابل الطيب في جويلية 2013م على يوتيوب.
- "الرسالة القشيرية - باب الحُزن وباب الجُوع وترك الشهوة": أ.د. يسري جبر في مارس 2019م على يوتيوب.
- "ومن أخلاقهم شدة الجوع وعدم الشبع": الشيخ محمد فواز النمر في أوت 2017م على يوتيوب.
- "شهوة البطن في الطريق إلى الله": الدكتور محمد مهنا في مارس 2017م على يوتيوب.
- "أسباب عدم التضرر بالجوع والعطش للصوفيين": الدكتور محمد مهنا في نوفمبر 2016م على يوتيوب.

## هوامش
- 1 سورة البقرة، الآية: 155.
- 2 سورة النحل، الآية: 112.
- 3 سورة طه، الآية: 118.
- 4 سورة الغاشية، الآية: 7.
- 5 سورة قريش، الآية: 4.